# 顾伯康 (1928年)
顾伯康（1928年—），男，上海人，中国中医外科学家，曾任上海中医学院教授，国务院学位委员会第二届学科评议组成员。